# Carastelec, Sălaj
Carastelec (în maghiară Kárásztelek) este satul de reședință al comunei cu același nume din județul Sălaj, Transilvania, România.

## Lăcașuri de cult
- Biserica Romano-Catolică, în care au servit câțiva preoți renumiți, printre care Monsigniorul Ladislaus Hosszú + 1983 (mai târziu ordinarius în Oradea), canonicul Andreas Zőldy + 1982 (mai târziu canonic la catedrala Romano-Catolică din Oradea) și Msgr. Otto Lörincz (mai târziu protopop parohia din Salonta) abate titular .